# Thomas Underdown
Thomas Underdown, även stavat Underdowne, var en engelsk översättare. 
Han har identifierats med Thomas Underdowne av Clare Hall, Cambridge men också identifierats med Thomas Underdowne som var "präst i St Mary's i Lewes" år 1583. 
Han var verksam 1566 till 1587 och översatte Æthiopian History av Heliodorus från Emesa 1566, och Ibis av Ovidius (1577). Underdown var en förespråkare för litteraturen som ett moralisk instrument, och menade att Æthiopian History var överlägsen som en actionberättelse, eftersom människor där straffas för sina illgärningar. 
Den första upplagan av Underdowns översättning (1569) tillägnades Edward de Vere, 17:e earl av Oxford. Boken kom att utöva en omedelbar och hög grad av prosaromantik. Trots att bokens inflytande på Shakespeare är diffust, kan delar av Underdowns översättning spåras i ett antal pjäser, den mest kända är Cymbeline. En andra upplaga gavs ut i London 1587 och den tredje upplagan kom 1606.